# Günter Fuchs (Archäologe)
Günter Fuchs (* 3. Januar 1924 in Offenbach am Main; † 17. Februar 1964 bei Braunschweig) war ein deutscher Klassischer Archäologe.

## Leben
Nachdem Fuchs Ostern 1942 das Abitur abgelegt hatte, wurde er drei Wochen später zum Militärdienst im Zweiten Weltkrieg eingezogen und an der Ostfront eingesetzt. Hier zog er sich schwere Erfrierungen zu, die seine Füße verkrüppelten. Eine Lungentuberkulose heilte erst in den Nachkriegsjahren ab. Im April 1944 wurde er wegen seiner schweren Verwundungen entlassen und begann ein Architekturstudium an der Technischen Hochschule Darmstadt. Von seinen Kriegsschäden erholte er sich zeit seines Lebens nicht mehr; bis zu seinem Tod litt er an Nierensteinen.
Nach der Wiedereröffnung der Universität Göttingen wechselte Fuchs dorthin und studierte Klassische Archäologie, Klassische Philologie und Kunstgeschichte. Nach dem Examen war er von Herbst 1953 bis Frühjahr 1954 beim Deutschen Archäologischen Institut in Berlin tätig. Am 20. Januar 1954 wurde er mit der Dissertation Architekturdarstellungen auf römischen Münzen bei Rudolf Horn promoviert. Nach sechs Monaten als kommissarischer wissenschaftlicher Assistent in Göttingen ermöglichte ihm das Reisestipendium des Deutschen Archäologischen Instituts eine Reise nach Rom, Griechenland und Kleinasien (1955). Anschließend arbeitete er zwei Jahre lang als wissenschaftlicher Referent an der Abteilung Rom des Deutschen Archäologischen Instituts und kehrte zum 1. November 1957 nach Göttingen zurück, wo er eine Stelle als wissenschaftlicher Assistent des Archäologischen Instituts erhalten hatte. Seine Habilitation für Klassische Archäologie erreichte er am 24. Juli 1961 mit der Schrift Macellum und Basilica. Den Druck der Schrift wollte er erst veranlassen, nachdem er seine Forschungen durch Grabungen in Pompeji überprüft hatte. Doch bevor er dorthin reisen konnte, verunglückte Fuchs am Abend des 17. Februar 1964 auf der Fahrt zu einem Vortrag in Braunschweig tödlich. 
Sein Hauptarbeitsgebiet war die antike Baugeschichte, der er sich in seiner Dissertation, seiner Habilitationsschrift und zahlreichen Aufsätzen gewidmet hat. Seine Arbeiten zur griechischen und römischen Plastik blieben größtenteils unvollendet. Fünf Jahre nach seinem Tod gaben Jochen Bleicken und Manfred Fuhrmann die erweiterte Fassung seiner Dissertation heraus (Architekturdarstellungen auf römischen Münzen der Republik und der frühen Kaiserzeit, Berlin 1969).